# Harry Turtledove
Harry Norman Turtledove (Los Angeles, 14 de junho de 1949) é um romancista americano que produziu obras em diversos gêneros literários, como história alternativa, ficção histórica, fantasia e ficção científica.
Além de seu nome de nascimento, Turtledove escreve sob vários pseudônimos: Eric Iverson, HN Turteltaub, Dan Chernenko e Mark Gordian. Ele começou a publicar romances de fantasia a partir de 1979 e continua a publicar até os dias atuais; seu último sendo Or Even Eagle Flew (2021) sobre Amelia Earhart e a Segunda Guerra Mundial. 

## Biografia

### Início da vida
Turtledove nasceu em Los Angeles, Califórnia, e cresceu em Gardena, no sul da Califórnia. Seus avós paternos, que eram judeus romenos, primeiro emigraram para Winnipeg, Manitoba, Canadá, antes de se mudarem para a Califórnia, nos Estados Unidos.
Depois de desistir em seu primeiro ano na Caltech, Turtledove frequentou a UCLA, onde completou sua graduação e recebeu um Ph.D. em História Bizantina em 1977. Sua dissertação foi: "Os sucessores imediatos de Justiniano: um estudo do problema persa e da continuidade e mudança nos assuntos seculares internos no Império Romano posterior durante os reinados de Justino II e Tibério II Constantino (565-582 dC)'.

### Carreira
Turtledove publicou seus dois primeiros romances, Wereblood e Werenight, em 1979 sob o pseudônimo de Eric G. Iverson. Mais tarde, ele explicou que seu editor na Belmont Tower achava que as pessoas não acreditariam que o sobrenome verdadeiro do autor era Turtledove e sugeriu com algo mais nórdico. Ele continuou a usar Iverson até 1985. Outro pseudônimo inicial era Mark Gordian.
Naquele ano, ele publicou Herbig-Haro e So to Bed sob seu nome verdadeiro. Turtledove passou a publicar romances históricos sob o pseudônimo HN Turteltaub (Turteltaube significa pomba em alemão). Ele também publicou três livros como Dan Chernenko (a trilogia Scepter of Mercy).
Ele escreveu várias obras em colaboração, incluindo The Two Georges com Richard Dreyfuss, Death in Vesunna com sua primeira esposa, Betty Turtledove (pseudônimo: Elaine O'Byrne); Household Gods com Judith Tarr; e outros com Susan Shwartz, SM Stirling e Kevin R. Sandes.
Turtledove ganhou o Prêmio Homer por histórias curtas em 1990 por Designated Hitter, o Prêmio John Esten Cooke em 1993 por The Guns of the South e o Prêmio Hugo em 1994 por Down in the Bottomlands. Must and Shall foi indicado ao Hugo e ao Nebula de 1996 para Melhor Novelette e recebeu uma menção honrosa para o Prêmio Sidewise de História Alternativa em 1995. The Two Georges também recebeu uma menção honrosa para o Sidewise em 1995.
Sua série Worldwar recebeu uma menção honrosa ao Sidewise em 1996. Em 1998, seu romance How Few Remain ganhou o Prêmio Sidewise. Ele ganhou pela segunda vez em 2003 por seu romance Ruled Britannia (O dilema de Shakespeare no Brasil). Ele ganhou pela terceira vez por seu conto "Zigeuner" e a quarta pelo conto "Christmas Truce".
Em 1º de agosto de 1998, Turtledove foi nomeado coronel honorário do Kentucky como convidado de honra na Rivercon XXIII em Louisville, Kentucky. Em 2008, ele foi vencedor do Prêmio Prometheus por The Gladiator.
Turtledove serviu como mestre de cerimônias na Chicon 2000, a 58ª Convenção Mundial de Ficção Científica.
Ele é casado com a escritora de mistério e ficção científica Laura Frankos. Seu cunhado é o autor de fantasia Steven Frankos.
A Publishers Weekly apelidou Turtledove como "O Mestre da História Alternativa". Dentro do gênero, ele é conhecido por criar cenários originais de história alternativa, como a sobrevivência do Império Bizantino ou uma invasão alienígena durante a Segunda Guerra Mundial. Além disso, ele foi creditado por enaltecer criativamente temas alternativos que já foram explorados, como a vitória do Sul na Guerra Civil Americana ou a vitória da Alemanha nazista durante a Segunda Guerra. Seus romances foram creditados por trazer a história alternativa para o mainstream.